# 手塚義雅
手塚 義雅（てづか よしまさ）は、日本の外交官。2012年（平成24年）1月17日からトリニダード・トバゴ駐箚特命全権大使。

## 経歴・人物
東京都出身。1977年（昭和52年）東京外国語大学（フランス語専攻）を卒業し、外務省に入省した。外務省入省後は、フランス、ベルギー、コートジボワール、エチオピア、香港などの在外公館勤務、総理府青少年対策本部参事官補佐、外務省アジア局地域政策課課長補佐、外務省文化交流部文化第二課首席事務官、外務省総合外交政策局国際社会協力部難民支援室長、在象牙海岸共和国（コートジボワール）日本国大使館参事官、在エチオピア日本国大使館参事官、在香港日本国総領事館領事、外務省大臣官房国内広報課長を経て、2005年（平成17年）7月、外務省と文部科学省間の課長レベル人事交流初の試みとして、外務省から文部科学省へ出向、初等中等教育局国際教育課長及び東京学芸大学客員教授を務める。ロサンゼルス首席領事、2010年（平成22年）1月、ニュージーランド公使を経て、2012年（平成24年）1月17日からトリニダード・トバゴ駐箚特命全権大使。

## 同期
- 秋元義孝（12年駐オーストラリア大使・10年儀典長・大使）
- 佐野利男（13年軍縮会議代表部大使・10年駐デンマーク大使・08年軍縮不拡散・科学部長）
- 鈴木敏郎（12年中東・北アフリカ諸国情勢担当大使・10年駐シリア大使・08年中東アフリカ局長）
- 梅本和義（13年国連次席大使・11年駐スイス大使・08年北米局長）
- 長崎輝章（13年駐バチカン大使・10年駐グアテマラ大使）
- 太田清和（10年シアトル総領事）
- 佐藤悟（11年駐スペイン大使・10年外務報道官・08年中南米局長）
- 小寺次郎（12年駐サウジアラビア大使・10年欧州局長・08年国際情報統括官）
- 八木毅（12年駐印大使兼ブータン大使・10年経済局長）
- 長嶺安政（2016年駐大韓民国特命全権大使・13年外務審議官（経済）・12年駐オランダ大使・10年国際法局長）
- 深田博史（13年駐ベトナム大使・10年駐セネガル大使・08年領事局長）
- 角茂樹（11年駐バーレーン大使・08年国連大使）
- 川田司（11年駐アルジェリア大使・10年領事局長）
- 井上進（11年駐コートジボワール大使）
- 小池政行（日本赤十字看護大学教授）
- 佐渡島志郎（11年駐バングラデシュ大使・10年国際協力局長）
- 花田吉隆（11年駐東ティモール大使）
- 杉山晋輔（13年外務審議官（政務）・11年アジア大洋州局長・08年地球規模課題審議官）
- 高原寿一（12年駐チュニジア大使）